# クロアチア共和国軍
クロアチア共和国軍（クロアチアきょうわこくぐん、Oružane snage Republike Hrvatske、略称：OSRH）は、クロアチア共和国の国軍。

## 歴史
2009年4月、クロアチアがアルバニアと同時に北大西洋条約機構（NATO）に加盟したことにより、以後、集団安全保障体制下に置かれている。

## 機構

### 三軍
クロアチア共和国軍は、陸軍、海軍、空軍及び防空軍の三軍種から成る。
- クロアチア陸軍（Hrvatske kopnenene vojske；HKoV）
- クロアチア海軍（Hrvatska ratna mornarica；HRM）
- クロアチア空軍及び防空軍（Hrvatsko ratno zrakoplovstvo i protuzračna obrana；HRZ i PZO）

### 統制機構
- 国防省
  - クロアチア共和国軍参謀本部
    - クロアチア陸軍司令部
    - クロアチア海軍司令部
    - クロアチア空軍及び防空軍司令部
    - 統合教育・訓練司令部（ZZIO）
    - 兵站司令部（ZzL）

### 軍事行政単位
陸軍の第3、第4軍団と、海軍の北部、南部軍区に分かれる。
- 陸軍第3軍団
- 陸軍第4軍団
- 北部海軍軍区
- 南部海軍軍区

## 階級
- 士官：Časnici
  - 将官：Generali
    - 上級大将：Stožerni general
    - 大将：General zbora
    - 中将：General pukovnik
    - 少将：Stožerni general
    - 准将：General bojnik

  - 佐官：Viši časnici
    - 大佐：Brigadir
    - 中佐：Pukovnik
    - 少佐：Bojnik

  - 尉官：Niži časnici
    - 大尉：Satnik
    - 中尉：Nadporučnik
    - 少尉：Poručnik
- 下士官：Dočasnici
  - 上級下士官：Viši dočasnici
    - 先任曹長：Sergeant Major
    - 曹長：Master Sergeant
    - 一等軍曹：Nadnarednik

  - 下級下士官：Niži dočasnici
    - 二等軍曹：Narednik
    - 三等軍曹：Desetnik
    - 伍長：Skupnik
- 兵：Vojnici i gardisti
  - 一等兵：Razvodnik
  - 兵：Pozornik